# 韓國—斯洛維尼亞關係
韓國－斯洛維尼亞關係或斯洛維尼亞－韓國關係是斯洛維尼亞與大韓民國兩國的雙邊關係。兩國均為經濟合作暨發展組織成員國和法文國家及地區國際組織觀察員國。

## 政治交流
1991年6月25日，十日战争后，斯洛文尼亚脱离南斯拉夫社会主义联邦共和国成为独立国家，翌年11月18日，大韓民國与斯洛維尼亞建立外交关系，此后两国关系友好发展。2009年，经济合作与发展组织论坛在韩国釜山召开，斯洛文尼亚总统达尼洛·图尔克前来出席会议，并访问韩国。
2018年冬季奥林匹克运动会期间，斯洛維尼亞總統博鲁特·帕霍尔以此契机訪問了韩国，并得到了韩国总统文在寅的接见，帕霍尔肯定了文在寅试图和平解决朝鲜半岛问题的政策，并表示欧盟需要为解决朝鲜核问题积极地发挥作用。帕霍尔亦邀请文在寅访问斯洛文尼亚。
随着亲欧美的亚内兹·扬沙再度出任斯洛文尼亚总理，两国的关系得到了一定的加强，韩国、斯洛文尼亚等国于2020年共同创建了人工智能全球合作组织，翌年，斯洛文尼亚外交部长安热·洛加尔访问韩国，并就斯洛文尼亚在韩国设立大使馆等事宜与韩国外交部长郑义溶进行了协商。
2021年9月，文在寅对美国展开国事访问，并在美国与斯洛文尼亚总统博鲁特·帕霍尔举行了会谈，探讨韩、斯两国在建交30周年之际扩大双边合作的方案。帕霍尔表示两国可以亚得里亚海最大海港科佩尔港为中心扩大两国海运及物流合作。而文在寅则表示斯洛文尼亚决定设立驻韩大使馆“有助于两国彼此了解，扩大贸易。”

### 代表機構
2021年，斯洛維尼亞决定在韩国开设大使馆，并得到了韩国政府的批准。2022年，斯洛文尼亚驻韩国大使馆开设，此前，斯洛文尼亚对韩国的相关事务曾经由斯洛文尼亚驻日大使馆暂辖，斯洛文尼亚也在首尔设有名誉领事馆以维持双边关系。
而韩国暂未在斯洛文尼亚开设大使馆，对斯洛文尼亚的相关事务由驻奥地利大使馆兼轄。2023年，韩国政府决定在斯洛文尼亚开设大使馆。

### 旅行与签证

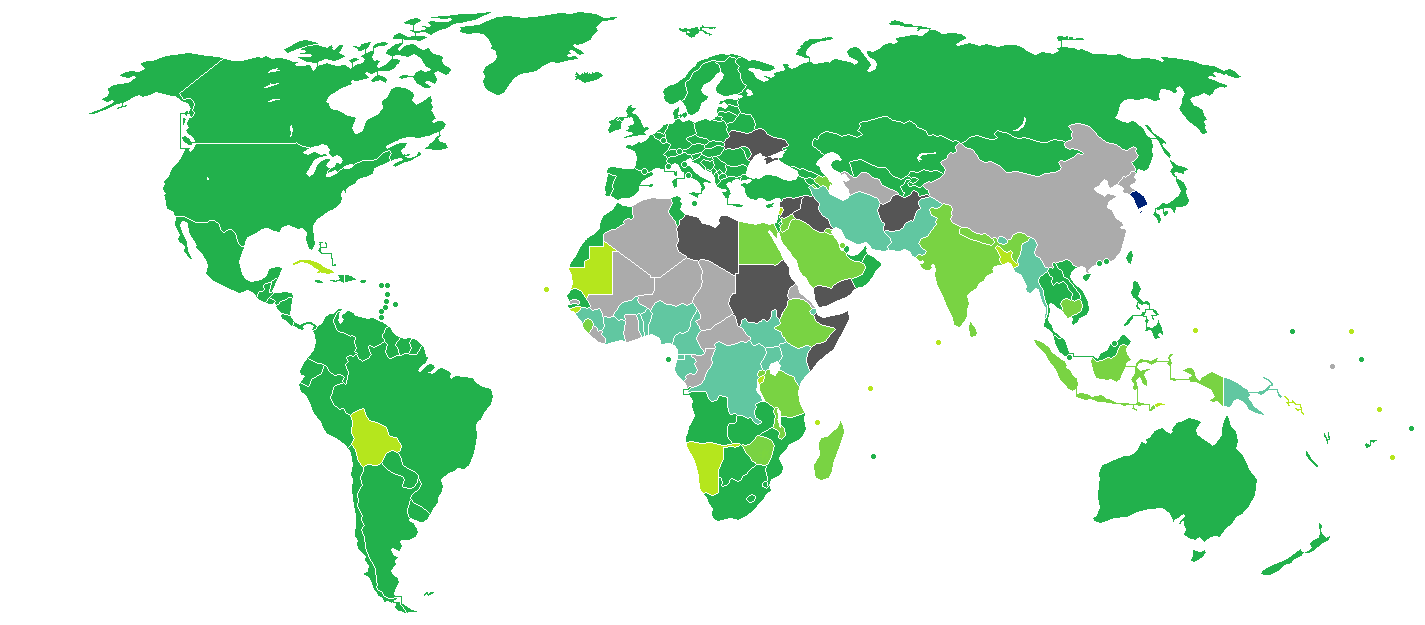
持韓國護照的大韓民國公民簽證要求分布圖：入境斯洛維尼亞可以「申根區免簽證」。

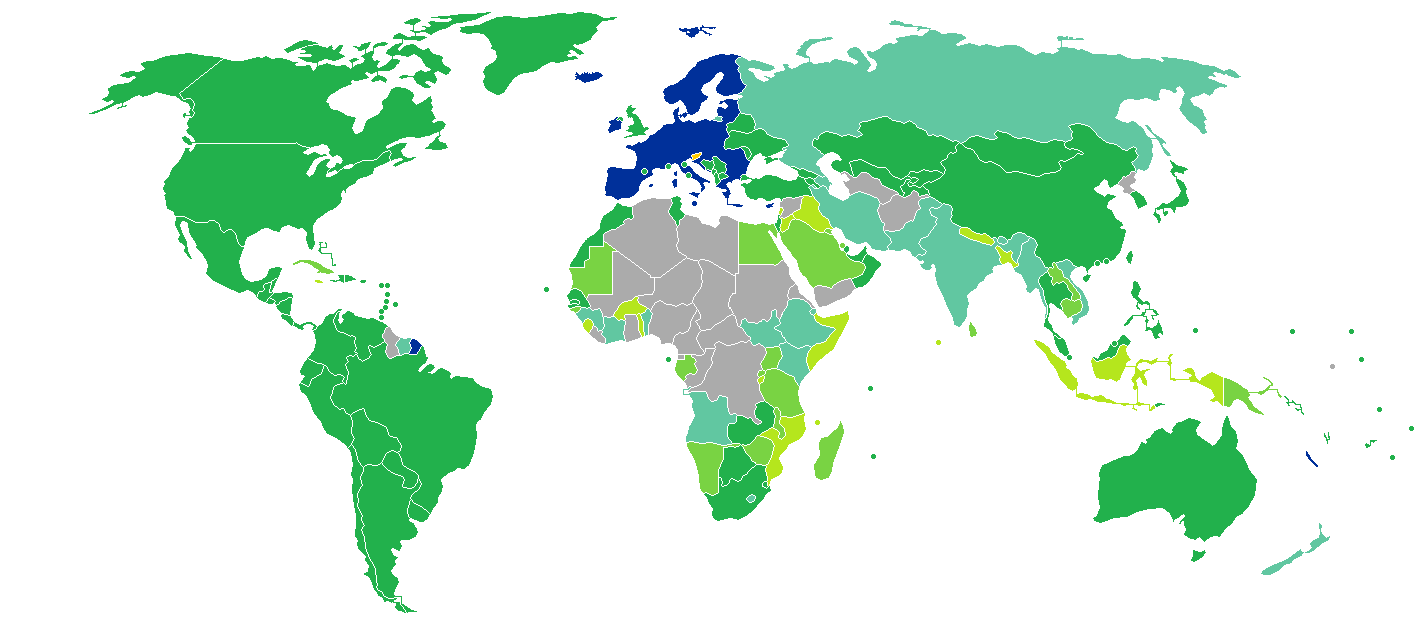
持歐盟的斯洛維尼亞護照之斯洛維尼亞公民簽證要求分布圖：入境韓國可以免簽證。

歐洲申根區給予持有韓國護照的大韓民國公民可以申根區免簽證入境，停留日數與申根區合併計算，每6個月期間內總計可停留90天。
斯洛維尼亞公民持有歐盟護照者也可以免簽證的方式入境大韓民國，停留最多90天。

## 经贸关系

### 貿易
据韩国產業通商資源部统计，2020年，韓、斯双边贸易额达到9.18亿美元，其中韩国对斯出口8.05亿美元，主要输出汽車零部件、照明燈具、鋼板等，韓國从斯洛文尼亚进口1.13亿美元，主要输入塑料製品、鑄鐵、醫藥和醫療用品。

### 投资
2020年，韩国对斯洛文尼亚投资总额达到1770万美元，斯洛文尼亚对韩国投资总额达到855万美元。

## 文化交流

### 學術
2017年，斯洛文尼亚民间团体以当地中小学教员为中心开展了韩国研讨会等教育培训活动。2021年6月，韩国文化体育观光部批准世宗学堂在斯洛維尼亞卢布尔雅那大学开设，以教授韩语课程。目前韩国国内尚未有大学开设斯洛文尼亚语课程。

### 体育
2018年冬季奥林匹克运动会期间，斯洛文尼亚代表团共派出71名运动员参加9个项目的竞赛，并最终获得1银1铜。

### 藝文
2021年18日至24日期间，韩国驻奥地利文化宣传馆在斯洛文尼亚格罗斯曼奇幻电影节举办了“韩国恐怖片回顾展”。

## 外部連結
- 韓國外交部－斯洛維尼亞共和國簡介 （页面存档备份，存于）
- 韩国驻奥地利大使馆 （页面存档备份，存于）